# Mani Menon

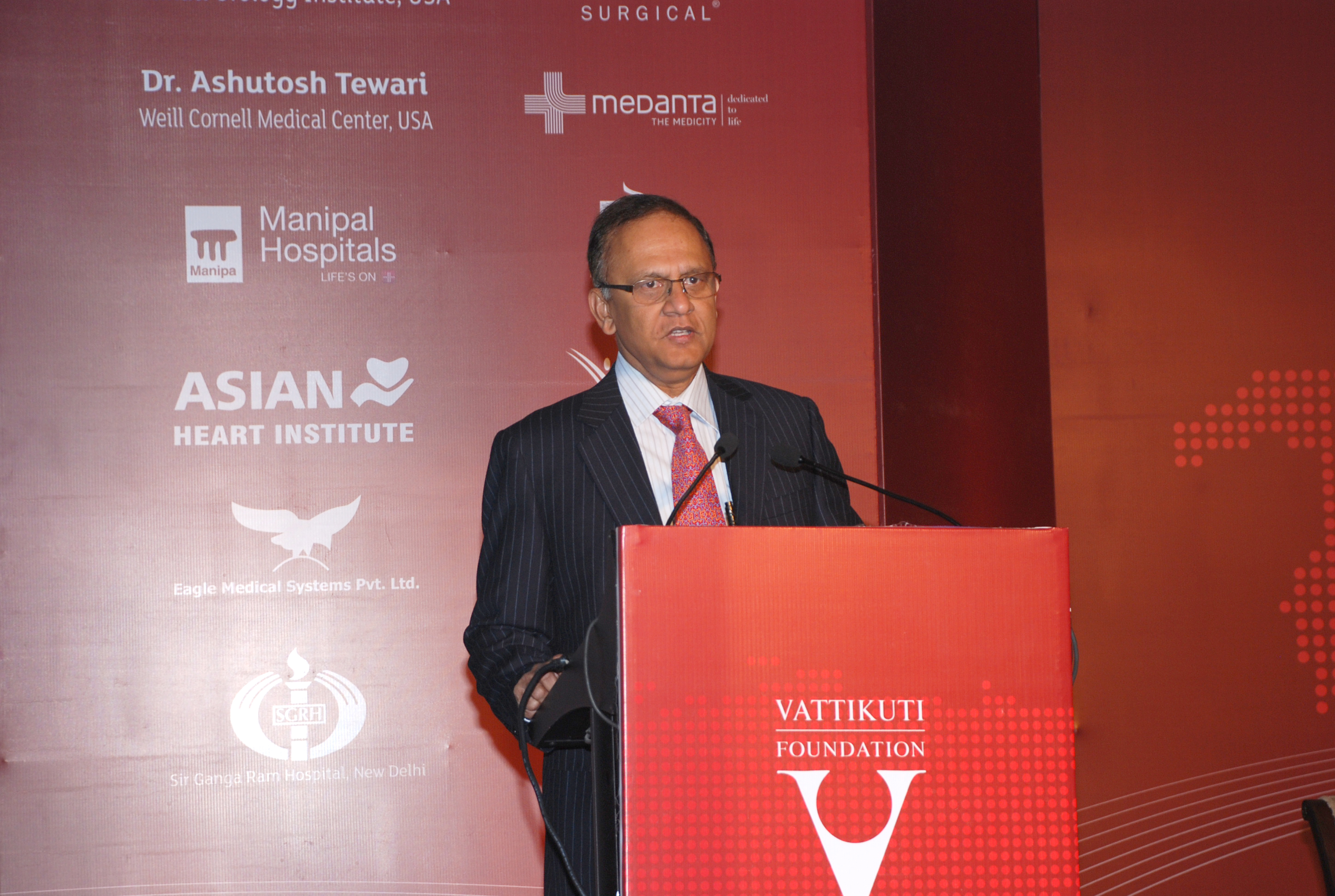
Mani Menon

Mani Menon (* 9. Juli 1948 in Trissur, Indien) ist ein US-amerikanischer Urologe und Leiter des Vattikuti Urology Institute am Henry Ford Hospital in Detroit, Michigan. Menon wird als ein Pionier in der Entwicklung roboterassistierter Operationen für die Behandlung von Patienten mit Prostatakrebs angesehen.

## Ausbildung und Beruf
Menon absolvierte sein Medizinstudium an der Universität von Madras in Chennai, Indien. Seine Fachausbildung als Urologe erhielt er im Johns Hopkins Hospital. Dort arbeitete er mit Patrick Walsh zusammen. Im Alter von 34 wurde Menon Leitender Arzt der Urologie am University of Massachusetts Medical Center in Worcester, Massachusetts. 1997 wurde Menon Leitender Arzt der Urologie am Henry Ford Hospital.

## Roboter-Assistierte Chirurgie
2001 erhielt die Urologie-Abteilung des Henry Ford Hospitals eine $ 20.000.000 Spende von der Vattikuti Stiftung. Die Spende ermöglichte die Gründung des Vattikuti Urology Institute und die Erforschung minimalinvasiver Operationen zur Behandlung von Prostata-Krebs. Die roboterassistierte Prostatektomie, die durch Menon entwickelt worden war, wurde Vattikuti Institut Prostatektomie genannt. Menon hat fast 4.000 roboterassistierte Prostatektomien durchgeführt und gilt als weltweit anerkannte Autorität auf dem Gebiet der roboterassistierten chirurgischen Behandlung von Prostatakrebs.

## Auszeichnungen und Werke
Im Mai 2008 hat Menon die renommierte B.C. Roy Auszeichnung des Präsidenten von Indien für seine Leistungen auf dem Gebiet der Urologie erhalten. 1990 wurde Menon der Gold Cystoscope Award verliehen. Er ist der Direktor des Internationalen Robotic Urology Symposiums IRUS.
Menon ist Autor von mehr als 300 Artikeln, 400 Posterpräsentationen und 90 Buchkapiteln, meist im Bereich der roboterassistierten Prostatektomie.